# 那洪立交站
那洪立交站是南宁轨道交通4号线和5号线的地铁换乘站，位于中华人民共和国广西壮族自治区南宁市江南区那洪大道与壮锦大道交叉口地下，4号线站台于2020年11月23日开通，5号线站台于2021年12月16日开通。